# Impractical Jokers (película)
Impractical Jokers: The Movie (En español Bromistas Improvisados: La película) es una película, perteneciente al género de comedia de realidad dirigida por Chris Henchy y las estrellas de la serie Impractical Jokers, ' Brian 'Q' Quinn , James 'Murr' Murray , Salvatore 'Sal' Vulcano y Joseph 'Joe' Gatto, también conocidos como The Tenderloins.

## Argumento
The Impractical Jokers la película "contará la historia de un percance humillante de la escuela secundaria en 1992 que envía a los bromistas de Impractical a competir en desafíos de cámara oculta por la oportunidad de hacer retroceder el reloj y canjear a tres de los cuatro".

## Reparto
- Brian Quinn
- James Murray
- Salvatore Vulcano
- Joseph Gatto
- Paula Abdul

## Producción

### Desarrollo
La película fue producida por Joseph Gatto, James Murray, Salvatore Vulcano, Brian Quinn, Chris Henchy y Jim Ziegler de Funny Or Die. La película fue producida por Jack Rovner, Mike Farah y Joe Farrell y Marissa Ronca de Funny Or Die en nombre de truTV.

### Filmación
El rodaje de la película comenzó en mayo de 2018, en Nueva York, Estados Unidos. La filmación concluyó el 5 de junio del año 2018.